# ロビー・ジネプリ
ロビー・ジネプリ（Robby Ginepri, 1982年10月7日 - ）は、アメリカ・フロリダ州フォートローダーデール出身の男子プロテニス選手。2005年全米オープン男子シングルスでベスト4に進出した。シングルス自己最高ランキングは15位。ATPツアーでシングルス3勝を挙げた。身長183cm、体重79kg、右利き。、バックハンド・ストロークは両手打ち。

## 来歴
6歳からテニスを始め、2001年にプロに転向する。2001年全米オープンに主催者推薦で4大大会でに初出場し、1回戦を突破し、2回戦でロジャー・フェデラーに 2-6, 5-7, 1-6 で敗れた。
2003年7月のニューポート大会でATPツアー初に決勝に進出した。決勝ではユルゲン・メルツァーを 6–4, 6–7(3), 6–1 で破りツアー初優勝を果たした。全米オープンでは2回戦で第23シードのウェイン・フェレイラを 6-2, 6-4, 6-7(0), 6-2 で破り3回戦まで進出した。
2004年は全豪オープンとウィンブルドンで4回戦に進出した。デビスカップアメリカ合衆国代表に選ばれ、オーストラリアのユルゲン・メルツァーを 6-7(6), 4-6, 6-4, 6-4, 6-2 で破りチームの勝利に貢献した。
2005年全米オープンでは3回戦で第29シードのトミー・ハース、4回戦で第13シードのリシャール・ガスケ、準々決勝で第8シードのギリェルモ・コリアを破り、ノーシードから4大大会自己最高のベスト4に進出した。準決勝では第7シードのアンドレ・アガシに 4-6, 7-5, 3-6, 6-4, 3-6 のフルセットの末敗れ、決勝進出はならなかった。この年はATPマスターズシリーズのマドリードとシンシナティでもベスト4に進出し、2005年12月26日付のランキングで自己最高の15位を記録している。
2008年北京オリンピックにアメリカ合衆国代表として出場した。1回戦でノバク・ジョコビッチに 4-6, 4-6 で敗れた。
2009年7月のインディアナポリス大会の決勝でサム・クエリーを 6–2, 6–4 で破りATPツアー3勝目を挙げた。これが最後の優勝になった。2010年全仏オープンで4回戦に進出したが、その後は好成績を残せなかった。
ジネプリは2015年7月のシティ・オープンの予選で西岡良仁に敗れた試合が最後の出場になり、8月に32歳で現役を引退した。

## ATPツアー決勝進出結果

### シングルス: 3回 (3勝0敗)
| 大会グレード                            |
| グランドスラム (0-0)                    |
| ATPワールドツアー・ファイナル (0-0)     |
| ATPワールドツアー・マスターズ1000 (0-0) |
| ATPワールドツアー・500シリーズ (0-0)    |
| ATPワールドツアー・250シリーズ (3-0)    |

| サーフェス別タイトル |
| ハード (2-0)         |
| クレー (0-0)         |
| 芝 (1-0)             |
| カーペット (0-0)     |

| 結果 | No. | 決勝日        | 大会               | サーフェス | 対戦相手             | スコア                 |
| ---- | --- | ------------- | ------------------ | ---------- | -------------------- | ---------------------- |
| 優勝 | 1.  | 2003年7月13日 | ニューポート       | 芝         | ユルゲン・メルツァー | 6–4, 6–7(3), 6–1       |
| 優勝 | 2.  | 2005年7月24日 | インディアナポリス | ハード     | テーラー・デント     | 4–6, 6–0, 3–0 途中棄権 |
| 優勝 | 3.  | 2009年7月26日 | インディアナポリス | ハード     | サム・クエリー       | 6–2, 6–4               |

### ダブルス: 1回 (0勝1敗)
| 結果   | No. | 決勝日        | 大会               | サーフェス | パートナー       | 対戦相手                          | スコア           |
| ------ | --- | ------------- | ------------------ | ---------- | ---------------- | --------------------------------- | ---------------- |
| 準優勝 | 1.  | 2003年7月23日 | インディアナポリス | ハード     | ディエゴ・アヤラ | マリオ・アンチッチ アンディ・ラム | 6–2, 6–7(3), 5–7 |

## 4大大会シングルス成績
略語の説明
| W | F | SF | QF | #R | RR | Q# | LQ | A | Z# | PO | G | S | B | NMS | P | NH |

W=優勝, F=準優勝, SF=ベスト4, QF=ベスト8, #R=#回戦敗退, RR=ラウンドロビン敗退, Q#=予選#回戦敗退, LQ=予選敗退, A=大会不参加, Z#=デビスカップ/BJKカップ地域ゾーン, PO=デビスカップ/BJKカッププレーオフ, G=オリンピック金メダル, S=オリンピック銀メダル, B=オリンピック銅メダル, NMS=マスターズシリーズから降格, P=開催延期, NH=開催なし.
| 大会           | 2001 | 2002 | 2003 | 2004 | 2005 | 2006 | 2007 | 2008 | 2009 | 2010 | 2011 | 2012 | 2013 | 2014 | 2015 | 通算成績 |
| -------------- | ---- | ---- | ---- | ---- | ---- | ---- | ---- | ---- | ---- | ---- | ---- | ---- | ---- | ---- | ---- | -------- |
| 全豪オープン   | A    | A    | 2R   | 4R   | 1R   | 2R   | 3R   | LQ   | 1R   | 1R   | A    | LQ   | A    | A    | LQ   | 7–7      |
| 全仏オープン   | A    | 1R   | A    | 1R   | 1R   | 1R   | 1R   | 4R   | 1R   | 4R   | A    | LQ   | LQ   | 1R   | A    | 6–9      |
| ウィンブルドン | A    | A    | 1R   | 4R   | 1R   | 1R   | 1R   | 1R   | 1R   | 1R   | A    | LQ   | A    | A    | A    | 3–8      |
| 全米オープン   | 2R   | 1R   | 3R   | 1R   | SF   | 3R   | 3R   | 2R   | 2R   | 1R   | 2R   | 1R   | LQ   | A    | A    | 15–12    |